# Élections sénatoriales de 1998 en Haute-Garonne
Les élections sénatoriales en Haute-Garonne ont lieu le dimanche 27 septembre 1998. Elles ont pour but d'élire les sénateurs représentant le département au Sénat pour un mandat de neuf années.

## Contexte départemental
Lors des élections sénatoriales du 24 septembre 1989 dans le Haute-Garonne, quatre sénateurs socialistes ont été élus selon un mode de scrutin majoritaire à deux tours : Maryse Bergé-Lavigne, Claude Cornac, Jean Peyrafitte et Gérard Roujas.
Claude Cornac est mort en 1996. Guy Lèguevaques (PS) est élu lors de la partielle qui suit.

## Sénateurs sortants
| Sénateur | Sénateur             | Parti | Fonctions lors de l'élection en 1989                                   |
| -------- | -------------------- | ----- | ---------------------------------------------------------------------- |
|          | Maryse Bergé-Lavigne | PS    |                                                                        |
|          | Guy Lèguevaques      | PS    | Maire de Launaguet                                                     |
|          | Jean Peyrafitte      | PS    | Sénateur sortant, conseiller général, maire de Bagnères-de-Luchon      |
|          | Gérard Roujas        | PS    | Sénateur sortant, conseiller général, conseiller municipal de Peyssies |

## Présentation des candidats
Les nouveaux représentants sont élus pour une législature de 9 ans au suffrage universel indirect par les 2273 grands électeurs du département. 
En Haute-Garonne, les sénateurs sont élus au scrutin majoritaire à deux tours.
| Candidats | Candidats               | Parti | Principale fonction                                                    |
| --------- | ----------------------- | ----- | ---------------------------------------------------------------------- |
|           | Jacques Agrain          | PCF   | Maire de Saint-Sulpice-sur-Lèze                                        |
|           | Bernard Marquié         | PCF   | Conseiller régional                                                    |
|           | André Marquerie         | PCF   | Maire de Bordes-de-Rivière                                             |
|           | Marie Bire              | PCF   | Conseillère municipale de L'Union                                      |
|           | Georges Escario         | MDC   | Conseiller municipal de Saint-Béat                                     |
|           | Henri Arevalo           | Verts | Adjoint au maire de Ramonville                                         |
|           | Gérard Roujas           | PS    | Sénateur sortant, conseiller général, conseiller municipal de Peyssies |
|           | Maryse Bergé-Lavigne    | PS    | Sénateur sortant                                                       |
|           | Bertrand Auban          | PS    | Conseiller général, maire d'Eup                                        |
|           | Jean-Pierre Plancade    | PS    | Conseiller général                                                     |
|           | Bernard Guégan          | DVG   |                                                                        |
|           | Michel Valdiguié        | UDF   | Conseiller régional, adjoint au maire de Toulouse                      |
|           | Pierre Pradère          | UDF   | Maire d'Arguenos                                                       |
|           | Claude Roudière         | UDF   | Conseiller général, maire de Saint-Marcel-Paulel                       |
|           | Jean Malapert           | UDF   | Maire de Montours                                                      |
|           | Christian Dandale       | DVD   |                                                                        |
|           | Jean-Claude Michavila   | DVD   |                                                                        |
|           | Jean-Paul Séguéla       | RPR   | Maire de Bessières                                                     |
|           | Danielle Damin-Piquemal | RPR   | Conseillère régionale, adjointe au maire de Toulouse                   |
|           | Jean-Pascal Serbera     | FN    | Conseiller régional, conseiller municipal de Toulouse                  |
|           | Serge Laroze            | FN    | Conseiller régional                                                    |
|           | Jean-Pierre Atoch       | FN    |                                                                        |
|           | Philippe Riey           | FN    |                                                                        |

## Résultats
|                | Gérard Roujas           | PS             | 1 235 | 55,53  |  |  |
|                | Maryse Bergé-Lavigne    | PS             | 1 233 | 55,44  |  |  |
|                | Bertrand Auban          | PS             | 1 196 | 53,78  |  |  |
|                | Jean-Pierre Plancade    | PS             | 1 191 | 53,55  |  |  |
|                | Michel Valdiguié        | UDF            | 665   | 29,90  |  |  |
|                | Pierre Pradère          | UDF            | 644   | 28,96  |  |  |
|                | Jean-Paul Séguéla       | RPR            | 643   | 28,91  |  |  |
|                | Danielle Damin-Piquemal | RPR            | 630   | 28,33  |  |  |
|                | Claude Roudière         | UDF            | 216   | 9,71   |  |  |
|                | Bernard Marquié         | PCF            | 150   | 6,74   |  |  |
|                | Georges Escario         | MDC            | 138   | 6,21   |  |  |
|                | André Marquerie         | PCF            | 136   | 6,12   |  |  |
|                | Marie Bire              | PCF            | 132   | 5,94   |  |  |
|                | Jean-Pascal Serbera     | FN             | 84    | 3,78   |  |  |
|                | Serge Laroze            | FN             | 82    | 3,69   |  |  |
|                | Jean-Pierre Atoch       | FN             | 62    | 2,79   |  |  |
|                | Philippe Riey           | FN             | 58    | 2,61   |  |  |
|                | Jacques Agrain          | PCF            | 58    | 2,61   |  |  |
|                | Henri Arevalo           | Verts          | 45    | 2,02   |  |  |
|                | Christian Dandale       | DVD            | 5     | 0,22   |  |  |
|                | Bernard Guégan          | DVG            | 0     | 0,00   |  |  |
|                | Jean-Claude Michavila   | DVD            | 0     | 0,00   |  |  |
|                |                         |                |       |        |  |  |
| Inscrits       | Inscrits                | Inscrits       | 2 273 | 100,00 |  |  |
| Abstentions    | Abstentions             | Abstentions    | 32    | 1,41   |  |  |
| Votants        | Votants                 | Votants        | 2 241 | 98,59  |  |  |
| Blancs et nuls | Blancs et nuls          | Blancs et nuls | 17    | 0,76   |  |  |
| Exprimés       | Exprimés                | Exprimés       | 2 224 | 99,24  |  |  |